# Kanton Montpellier-10

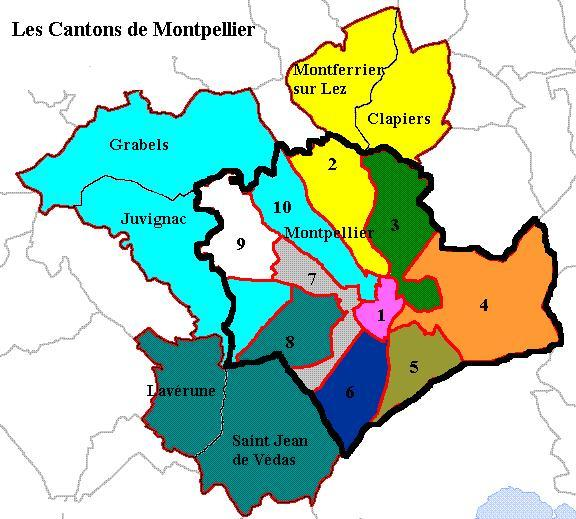
Kantons van Montmellier

Kanton Montpellier-10 is een voormalig kanton van het Franse departement Hérault. Het kanton maakte deel uit van het arrondissement Montpellier. Het werd opgeheven bij decreet van 26 februari 2014 met uitwerking op 22 maart 2015.

## Gemeenten
Het kanton Montpellier-10 omvatte de volgende gemeenten:
- Grabels
- Juvignac
- Montpellier (deels, hoofdplaats)

De volgende wijken van Montpellier maakten deel uit van dit kanton:
- Celleneuve
- La Martelle
- Bionne
- Le Peyrou-Pitot
- Carré du Roi-Faubourg Saint-Jaumes
- Les Arceaux
- Avenue d'Assas
- Père Soulas
- Las Rebès
- Hôpitaux
- Euromédecine
- Zolad
- Château d'O
- Saint-Priest
- Malbosc